# Taalsituatie in Zuid-Tirol

De periferie van het Duits in het Duitse taallandschap.

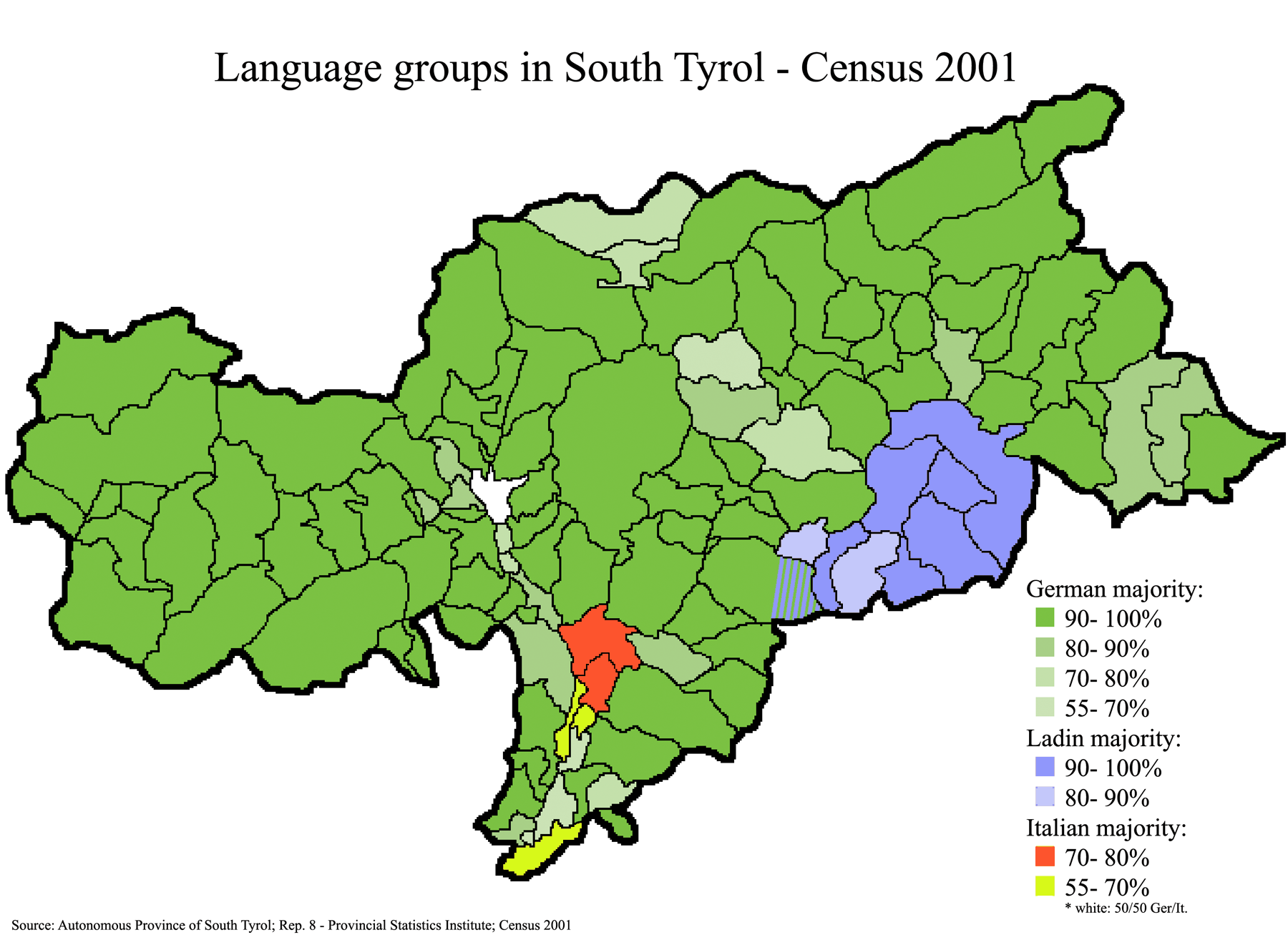
Grootste taalgroep per gemeente bij de volkstelling van 2001: groen = Duits, rood en okergeel = Italiaans, blauw = Ladinisch

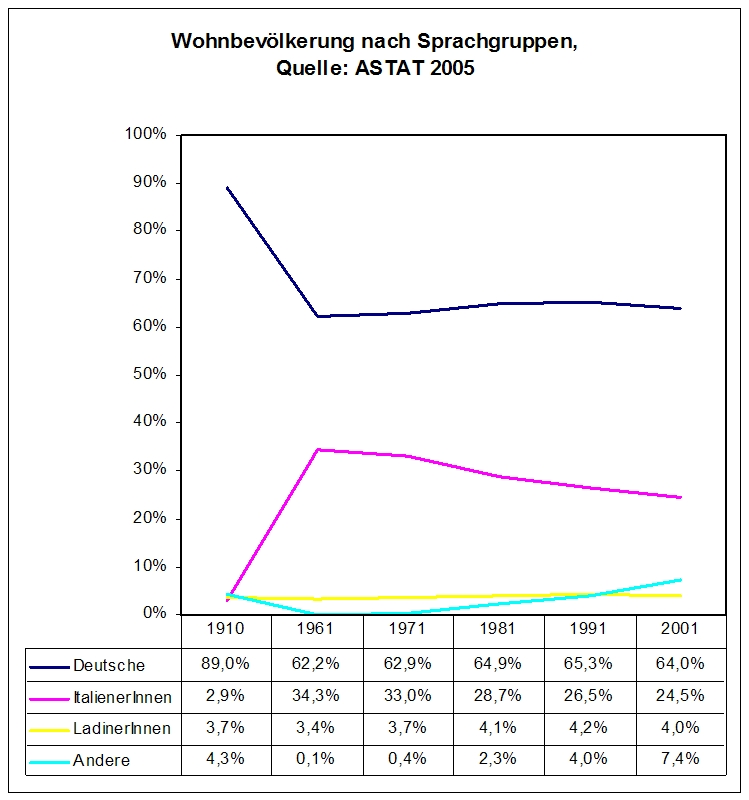
Bevolking naar taalgroep 1910 - 2001

Zuid-Tirol (Duits: Südtirol; Italiaans: Alto Adige; Ladinisch: Südtirol) is het zuidelijke deel van de landstreek Tirol en de meest noordelijke autonome provincie van Italië, onderdeel van de regio Trentino-Zuid-Tirol. Het gebied telt 503.000 inwoners op een oppervlakte van 7400 km². De hoofdstad van de provincie is Bozen, in het Italiaans Bolzano.
Zuid-Tirol is drietalig: zowel het Duits, het Italiaans als het Ladinisch hebben een officiële status. Meer dan twee derde van de bevolking is Duitstalig, ongeveer een kwart Italiaanstalig en een kleiner percentage van de bevolking in de Dolomieten gebied spreekt Ladinisch. 
Ondanks de vroegere italianiseringspolitiek - de gedwongen emigratie van Duitstaligen en de door de staat geregisseerde import van Italianen - spreekt nog steeds het merendeel van de inwoners van het gebied Duits. De verhouding tussen de drie taalgroepen wordt elke tien jaar gemeten bij de volkstelling. De uitslag is bepalend voor onder andere de verdeling van de banen bij de overheid, om discriminatie te voorkomen. De figuur hiernaast laat het verloop van het taalgroepenaandeel zien sinds 1910 (metingen tussen 1920 en 1960 ontbreken).
Ook allochtone en buitenlandse inwoners moeten kiezen tot welke taalgroep zij willen behoren: dit bepaalt in welke officiële taal de overheid met hen communiceert.
Als de taalkeuze van allochtone en buitenlandse inwoners wordt meegenomen, dan waren bij de laatste volkstelling in 2024 de verhoudingen als volgt:
1. 68,61 % Duits
2. 26,98 % Italiaans
3. 4,41 % Ladinisch

## Duits
In 102 van de 116 gemeenten is er een Duitstalige meerderheid: in 81 gemeenten is die meerderheid groter dan 90%, in 69 gemeenten daarvan groter dan 95% en in 25 van deze 69 gemeenten is zelfs meer dan 98% van de bevolking Duitstalig. De gemeente Sankt Pankraz spant de kroon met een percentage Duitstaligen van 99,81%. Het Duits dat in Zuid-Tirol door de bevolking wordt gesproken, is in feite een Oostenrijks-Beiers dialect. De officiële taal en de taal in het onderwijs is echter het Hoogduits.

## Italiaans
Bijna alle Italiaanstalige families zijn pas na de annexatie, tussen 1920 en 1960 in Zuid-Tirol komen wonen. 72.000 Italianen werden door het Mussolini-regime uit Zuid-Italië met zijn hoge werkloosheid, naar door de staat opgerichte industrieën gedirigeerd, en daarnaast was de gehele overheidssector lange tijd uitsluitend in handen van Italianen. Het aantal Italianen steeg daarmee van 3 naar 25%. Op 21 oktober 1939 kwamen Duitsland en Italië overeen dat Zuid-Tirolers die het Italiaanse staatsburgerschap wilden behouden dat alleen konden doen onder voorwaarde van het opgeven van alle culturele rechten. Dat betekende dat zij onder dwang van het strafrecht gehouden zouden worden om geen Duits meer te spreken. 38.000 en vooral degenen met bezit in land, agrarische en andere bedrijven en huizen besloten zich daarbij neer te leggen. 185.000, vooral stedelingen, verzetten zich en moesten Duits staatsburger worden. 44.000 negeerden de oproep tot registratie. In 1942 werden niet-Italiaanse staatsburgers uitgewezen, waaronder 80.000 Zuid-Tirolers. Na 1944 zijn 25.000 van hen teruggekeerd. Dit had een relatieve vermindering van het aantal Duitstaligen tot  gevolg. Na de Tweede Wereldoorlog werd ook de werkgelegenheid opnieuw als demografisch politiek middel aangewend, om de meerderheid van Italianen onder de bevolking te bewerkstelligen en per saldo steeg het percentage Italiaanstaligen van 3% (1911) naar 34% (1961). Sinds de jaren zestig neemt het aandeel Italiaanstaligen weer af, tot ruim 26% nu. De Italiaanstaligen wonen voor het overgrote deel in de steden en in de zuidpunt van de provincie. In slechts zes van de 116 Zuid-Tiroolse gemeenten spreekt de meerderheid Italiaans:
- Bozen (Bolzano, 74,71%)
- Leifers (Laives, 74,47%)
- Branzoll (Bronzolo, 63,46%)
- Salurn (Salorno, 62,49%)
- Pfatten (Vadena, 61,52%)
- Meran (Merano, 51,37%)

In nog eens vijf gemeenten is er een Italiaanse minderheid van meer dan 26,89% (het gemiddelde in Zuid-Tirol): Franzensfeste (Fortezza, 41,09%), Neumarkt (Egna, 38,84%), Sterzing (Vipiteno, 32,08%), Kurtinig an der Weinstraße (Cortina sulla strada del vino, 31%) en Auer (Ora, 30%). In de meeste landelijke gemeenten wonen nauwelijks Italiaanstaligen.

## Ladinisch
Het Ladinisch, een Reto-Romaanse taalvariant, staat ondanks de erkenning nog steeds onder druk. Het wordt haast uitsluitend gesproken in enkele dalen in het oosten van de provincie: Grödnertal (ook Gröden, Italiaans: Val Gardena, Ladinisch: Gherdëina) en Gadertal (Italiaans en Ladinisch: Val Badia). In de aangrenzende dalen van de provincie Trente wordt eveneens Ladinisch gesproken maar door een minderheid. Daar zijn de rechten van de taal beperkter. In acht van de 116 Zuid-Tiroler gemeenten is er een grote Ladinische meerderheid:
- Abtei (I: Badia, L: Badia, 93%)
- Corvara (ook Kurfar, Corvara in Badia, Corvara, 91%)
- Enneberg (Marebbe, Mareo 93%)
- Sankt Christina in Gröden (Santa Cristina Val Gardena, Santa Cristina, 91%)
- Sankt Martin in Thurn (San Martino in Badia, San Martin de Tor, 97%)
- Sankt Ulrich in Gröden (Ortisei, Urtijëi, 82%)
- Wengen (La Valle, La Val, 98%)
- Wolkenstein in Gröden (Selva di Val Gardena, Sëlva 88%)

Daarnaast liggen in de gemeente Kastelruth (I: Castelrotto, L: Ciastel, 15% Ladinisch) drie dorpen die tot het Ladinische taalgebied behoren. In alle andere gemeenten ligt het percentage Ladiniërs (immigranten uit de genoemde Ladinische dorpen) onder de 5%. Het drietalige Zuid-Tirol is overigens niet het enige meertalige gebied in Italië: in de Valle d'Aosta is het Frans een officiële taal naast het Italiaans. In Friuli-Venezia Giulia hebben het Friulaans (net als het Ladinisch een Reto-Romaanse taalvariëteit) en het Sloveens een beperkte officiële status.